# Les Mauvais Jours
Les Mauvais Jours est un téléfilm français réalisé par Pascale Bailly, diffusé le 22 mars 2011 sur France 2.

## Fiche technique
- Réalisateur : Pascale Bailly
- Date de diffusion : 22 mars 2011 sur France 2
- Durée : 90 minutes
- Genre : Drame

## Distribution
- Ariane Ascaride : Nathalie
- Magali Woch : Aurélie, la fille de Nathalie
- Moussa Maaskri : Ismaël, amoureux de Nathalie
- Yeelem Jappain : Marie
- Laurent D'Olce : Félix, le nouvel amour d'Aurélie
- Enzo Tomasini : Nino, le fils d'Aurélie
- Serge Avédikian : Christophe, le mari décédé de Nathalie